# りゅう座ミュー星
りゅう座μ星（りゅうざミューせい）は、りゅう座の恒星で5等星。

## 概要
共にF型主系列星の2つの6等星からなる分光連星で、軌道長半径109auの軌道を672年の周期で互いに周回している。13秒離れた位置に見えるμ星Cも連星系の一員であることも示唆されたが、現在では見かけの二重星であると考えられている。

## 名称
固有名のアルラキス (Alrakis) は、アラビア語で「速足のラクダ」を意味する al-rāqiṣ に由来している。2017年2月1日に国際天文学連合の恒星の命名に関するワーキンググループ (Working Group on Star Names, WGSN) は、Alrakis をりゅう座μ星Aの固有名として正式に承認した。